# 笠松運動公園陸上競技場
笠松運動公園陸上競技場是位於日本那珂市的社區體育場，建於1998年，可以容納約20000名觀眾，目前用於舉辦足球比賽和田徑賽事。 

## 外部連結
- 官方网站